# Aseraggodes texturatus
Aseraggodes texturatus és un peix teleosti de la família dels soleids i de l'ordre dels pleuronectiformes que es troba a les costes de l'oest de l'oceà Pacífic Central.